# Сулукуль
Сулуку́ль (каз. Сұлукөл) — село у складі Чингірлауського району Західноказахстанської області Казахстану. Входить до складу Акшатського сільського округу.
У радянські часи село називалось Слуколь.
Населення — 0 осіб (2021; 41 у 2009, 179 у 1999, 215 у 1989).